# Історія переробки корисних копалин
Переробка корисних копалин (історія)
Процеси переробки корисних копалин відомі людині декілька тисяч років. Ретроспективний аналіз гірництва дозволяє відзначити такі основні віки його розвитку. 7 тис. р. до н. е. і раніше — добування нерудної сировини, 7-5 тис. до н. е. — початок видобутку кольорових металів — міді, золота, олова, стибію, ІХ-XVIII ст. до н. е. — початок видобутку руд заліза, антична доба і середні віки — початок розробки покладів вугілля та нафти, в XX ст. — радіоактивних мінералів. Якщо брати технології видобутку, то найдавніші — відкритим та шахтним способом, з І тис. до н. е. з'являється свердловинна гірнича технологія, а з 50-х рр. XX ст. — розробка родовищ на морському і океанічному дні. Що стосується механізації гірничих робіт, то перші машини та механізми з'являються тільки в античний час, у XVI–XVII ст. вони суттєво вдосконалюються, а в XVIII–XIX ст. обладнуються автономним приводом. З другої половини XX ст. починається період комплексної механізації, а в останні десятиліття — автоматизації гірничих робіт. В кінці XX ст. щорічно з надр Землі видобувалося близько 120 млрд т гірничої маси і близько 25 млрд т корисних копалин.
Отже, гірнича справа по-справжньому почала розвиватися в період рабовласницького ладу. В цей час у сферу видобування і переробки мінеральної сировини залучаються родовища мідних та олов'яних руд, свинцю, золота, срібла, стибію, а також асфальт та будівельні матеріали. З розвитком феодальних відносин відбулися значні позитивні зрушення в розвитку гірничої справи Європи, Закавказзя, Середньої Азії. Високого рівня гірнича справа досягла в середні віки в Центральній Європі (Чехія, Саксонія, Франція). Саме в цей час з'являється перший фундаментальний твір з гірництва — «Про гірничу справу і металургію» Георгія Аґріколи (1494–1555, справжнє ім'я — Георг Бауер) в дванадцяти книгах, восьмий розділ якого присвячений збагаченню корисних копалин [1]. Це — перша енциклопедія гірничої справи і металургії, яка підвела підсумок всьому досвіду людства по видобуванню руди та плавці металів аж до XVI ст. Праця Аґріколи протягом двох віків була основним посібником для всіх рудокопів.

## В Україні
На території України використання кременя, кварциту і інших корисних копалин починається в палеоліті (300–100 тис. років тому). Знаряддя й інші вироби з кременю виготовляли аж до епохи пізньої бронзи (кінець 2-го тис. до н. е.). В епоху мезоліту (9-6 тис. до н. е.) і неоліту (5-3 тис. до н. е.) нарівні з широким використанням кременевих знарядь застосовують сланець, що піддається обробці, лавові породи типу граніт-порфіру, андезиту, а також тверді породи каменю — різні сорти пісковика. З 6-5-го тис. до н. е. для виготовлення керамічного посуду широко використовується глина. Видобуток її набуває великих масштабів в кінці 5-го — початку 4-го тис. до н. е. — з формуванням трипільської культури мідної доби на правобережжі Дніпра і в Західній Україні. Глина використовувалася також як будівельний матеріал для будинків. У часи трипільської культури розроблялися пластові родовища кременю у верхів'ях р. Дністер і на Волині. Археологічні реконструкції показали, що для виїмки пластових покладів кременю, що оголюються в ярах і балках, проводилися горизонтальні виробки, а для видобутку конкрецій — вертикальні виробки у вигляді котлованів або стовбурів шахтного типу. Тоді ж з'являються перші мідні знаряддя. Метал для виготовлення знарядь доставляли з гірничо-металургійних центрів Балкано-Карпат та Південно-Західного Причорномор'я. У пізній бронзі (середина 2-го тис. — початок 1-го тис. до н. е.) широко експлуатуються поверхневі виходи міді на території Донбасу. Залізо починає входити в побут з кінця 2-го тис. до н. е., однак масове виготовлення знарядь спостерігається з початку 1-го тис. до н. е. з формуванням тут культури древніх скіфів.
У період розквіту культури першої української держави — Київської Русі (Х-ХІ ст.) — великого розвитку досягли ковальський, ливарний, ювелірний промисли і інші ремесла. Широко використовуються як залізні, так і сталеві вироби. Залізо отримували в сиродувних горнах, куди під час плавки за допомогою ручних міхів нагнітали непрогріте повітря. Руда — болотний і луговий залізняк, розробка якого велася поверхневим способом за допомогою лопат і кирок. Болотну руду, з вмістом Fe 18-40%, промивали, сушили, випалювали, подрібнювали і просівали. Паливом служило деревне вугілля. Застосовувалися технології вільного кування, ковальського зварювання, цементації, термічної обробки. Загальний прогрес у всіх сферах господарства і розвиток військової справи зумовили підвищений попит на металеві руди, сіль, земляні фарби, будівельний камінь і інші види мінеральної сировини.
Однак подальшому розвитку гірничої справи перешкодило монголо-татарське нашестя (ХІІІ-XIV ст.). В XIV ст., особливо з його другої половини, в Україні-Русі відбувається відродження господарського комплексу (в тому числі гірничо-металургійних ремесел) в складі Галицько-Волинського князівства (королівства), Великого князівства Литовського і подальший розвиток — в Речі Посполитій.
З XVI ст. в Дніпровському басейні починається видобуток бурого вугілля відкритим способом. З XVI ст. місцевому населенню відомі цілющі властивості мінеральних вод Карпат і Закарпаття. Перші соляні заводи в районі Тора (Слов'янська) побудовані в 1650 р. З XVIII ст. використовуються соляні джерела. На Донбасі в кінці XVII ст. місцеві жителі (на 63-70% — поселення запорожців) копали кам'яне вугілля і опалювали «горючим каменем» свої печі. При цьому була освоєна непроста система опалювання — відведення газу, прибирання шлаку і т. д. У XVII — на поч. XVIII ст. у Києво-Могилянській академії викладають елементи гірничої науки, мінералогії (Феофан Прокопович та ін.). У 1711 р. на Галичині почався колодязний видобуток нафти.
З утворенням у 1719 р. т. зв. «Берґ-Колегії» повсюдно активізується пошук руд і мінералів. У 1721 р. керуючий Бахмутськими соляними промислами Н.Вепрейський і С.Чирков на місці кустарних розробок поблизу старообрядного скиту на р. Біленькій (нині с. Городище Перевальського району Луганської області), а також в балці Скелеватій на березі р. Лугань беруть зразки кам'яного вугілля і відправляють їх «на пробу» в «Берґ-Колегію». В 1723 р. в районі с. Городище розпочинається перша промислова розробка вугільного пласта. Прибула на місце робіт вугільна експедиція під керівництвом Я.Ніксона і Г.Капустіна констатує, що «тут можна добрий вугільний завод завести». Вугілля починають використовувати на місцевих соляних заводах і в кузнях.
І все ж початком індустріального Донбасу слід вважати розробку вугільних родовищ поблизу Лисичого Байраку під м. Лисичанськ (1790 р.) і будівництво Луганського гірничого (ливарного) заводу (1795–1807 рр.). Створення гірничо-металургійної бази в регіоні пов'язане з іменами талановитих гірничих інженерів М. Ф. Соймонова і К.Гаскойна.
У XVIII ст. у зв'язку зі спорудженням соляних заводів збільшилася потреба в металі. Залізняк був виявлений у районі р. Ведмедиця, де в 1742-43 рр. побудований завод для виплавки заліза. Залізняк був виявлений у 1742–1743 рр. вздовж Сіверського Дінця і його приток Кременної, Лугані, Біленької, однак дослідні плавки показали низьку якість металу. У 2-й половині XVIII ст. відкрито родовище залізних руд у Криворізькому залізорудному басейні.
У 1778 р. почався видобуток солотвинської кам'яної солі. З кінця XVIII ст. на території сучасної Київської, Чернігівської і Полтавської областей розробляються родовища торфу. У кінці XVIII — на початку XIX ст. видобувають озокерит на Бориславському родовищі.
У XIX ст. починається швидке промислове освоєння України, що, в свою чергу, позитивно впливає на розвиток гірництва. З 1826 р. ведеться видобуток калійних солей у Передкарпатті, з 1836-го експлуатується Берегівське родовище свинцево-цинкових руд (м. Трускавець). У 50-і рр. XIX ст. почався промисловий видобуток і переробка нафти в Західній Україні (кустарно нафту добували з ХІІ-ХІІІ ст.). До 70-х рр. належить становлення газової промисловості. Перші газові заводи, побудовані в містах Київ, Харків, Одеса, у 1880-90 рр. виробляли з кам'яного вугілля штучний газ, що використовувався в основному для освітлення вулиць. У 1867 р. на Калушському соляному промислі почався видобуток калійних солей. У 1868 р. відновлено видобуток бурого вугілля в Дніпровському басейні, відомому ще з XVI ст. У 1879 р. відкрите промислове ртутне зруденіння на Донбасі. У 1881 р. почався промисловий видобуток залізних руд у районі Кривого Рогу, нафти на Бориславському родовищі. У 1883 р. виявлені марганцеві руди в Нікопольському басейні. З 1886 р. розробляються Микитівське ртутне і Нікопольське марганцеве родовища. У 1894-95 рр. почалася експлуатація Керченського залізорудного родовища. У XIX ст. ведеться активне освоєння родовищ мінеральних вод, сірчаних джерел в Західній Україні і лікувальних грязей у Криму. З кінця XVIII — на початку XIX ст. удосконалюється техніка буріння, вводиться рейкова відкатка з кінною тягою, створюються врубові машини для видобутку вугілля (перша перевірена у 1875 р. на Донбасі). У 10-х рр. XX ст. у Передкарпатті відкриті газові родовища (Дашавське і ін.), промислова експлуатація почалася тільки в 1924 р. У ці ж роки на Сакських соляних промислах побудований завод з виробництва брому з ропи. На початку XX ст. Україна постачала основну кількість чавуну, що виплавлявся в цар-ській Росії (53,1%). У 1913 р. в Росії було видобуто близько 29 млн т вугілля, з них 25 млн т — в Україні, на Донбасі.
В Києво-Могилянській академії вже в 1705–1709 рр. вивчалися основи наук про корисні копалини. У книзі ректора академії Феофана Прокоповича (1681–1736 рр.) «Про досконалі змішані неживі тіла — метали, камені та інші» розглядалися три проблеми щодо корисних копалин: «матерія і форма, діюча причина і місце їх виникнення». Чи не вперше було сказано про причини професійних захворювань гірників: «Більшість хвороб, з якими стикаються шахтарі й металурги, походять від сірки й ртуті». Докладно були розглянуті камені і геми (дорогоцінні камені). Причому опрацьована розгалужена їх класифікація. Виділялися камені пористі і густі, прозорі й темні, геми і перли. Описано десятки найвідоміших мінералів, будівельних, дорогоцінних та напівдорогоцінних, специфічних: пемза, мармур, сапфір, гіацинт, сардій, ґранат, смарагд, адамант, карбункул, рубін, аметист, опал, топаз, берил, кришталь, яшма та ін.
Суттєвий внесок у наукове узагальнення способів розробки корисних копалин вніс російський вчений М. В. Ломоносов, який ще юнаком в 1734 р. вчився в Києво-Могилянській академії. Головною працею В. М. Ломоносова в галузі гірничої справи є книга «Первые основания металлургии или рудных тел», видана в 1763 р. Зокрема в додатку «О слоях земных» висувається теза про рослинне походження вугілля викопного.
На кінець XVIII століття було накопичено достатній вітчизняний досвід розвідки і розробки вугілля викопного. Однак розміри його видобування у XVIII столітті були ще незначні, і лише під кінець століття в зв'язку з будівництвом Луганського чавуноливарного заводу воно зросло. На останньому, за деякими даними, працювала одна з перших в Україні гірничих шкіл. Але ж по-справжньому розвиток вугільної промисловості в Україні почався після скасування кріпацтва і на початку розвитку капіталізму під кінець XIX століття. В цей час почав активно розвиватися Криворізький рудний басейн, де будувалися рудні кар'єри та шахти.
Активний розвиток української гірничої науки починається з кінця XIX ст. У 1899 р. засновано Катеринославське вище гірниче училище (інститут з 1912 року, нині Національний гірничий університет України). Університет має повний цикл гірничо-геологічних спеціальностей, близько 600 викладачів, серед яких більше 100 докторів наук та професорів, 350 кандидатів наук, доцентів, 27 членів НАН України та галузевих академій (1999). За 100 років існування підготовлено більше 56 тис. фахівців. В академії навчається близько 9 тисяч студентів.
У 1927 р. засновано Макіївський державний науково-дослідний інститут по безпеці робіт у гірничій промисловості (МакНДІ) — на базі Центральної Макіївської гірничорятувальної і науково-дослідної станції, заснованої у 1907 р. Український вуглехімічний інститут (УВХІН) — засновано 1930 року в Харкові. Український державний науково-дослідний та проектно-конструкторський інститут гірничої геології, геомеханіки та маркшейдерської справи НАН України веде свою історію від 1929 р. Український державний інститут мінеральних ресурсів (УкрДІМР) — засновано в 1959 р. Науково-дослідний інститут гірничої механіки ім. М. М. Федорова («НДІГМ ім. М. М. Федорова») — засновано у 1934 році. УкрНДІвуглезбагачення засновано в кінці 1950-х років в Луганську.
В Україні протягом останнього сторіччя утворилося ряд наукових шкіл у галузі збагачення корисних копалин. Центрами розвитку цієї науки стали Дніпропетровськ (Національний гірничий університет), Кривий Ріг (Криворізький державний технічний університет), Донецьк (Донецький національний технічний університет), Луганськ (УкнНДІвуглезбагачення), Сімферополь (Інститут мінеральних ресурсів).
В країні працює понад 150 фабрик зі збагачення вугілля, залізних, марганцевих, рідкіснометалічних, золотовмісних та інших руд корисних копалин.
Займаючи площу в 0,4% від світової суші, Україна в кінці 80-х — на початку 90-х років XX ст. виробляла до 5% корисних копалин від загальносвітового видобутку. З розвідкою, видобутком, переробкою і використанням мінеральної сировини в тій або іншій мірі було зв'язано близько 48% виробничих фондів і 20% трудових ресурсів. Мінерально-сировинний комплекс (МСК) забезпечував 23-25% валового національного продукту.